# Metro de São Paulo

Logotip

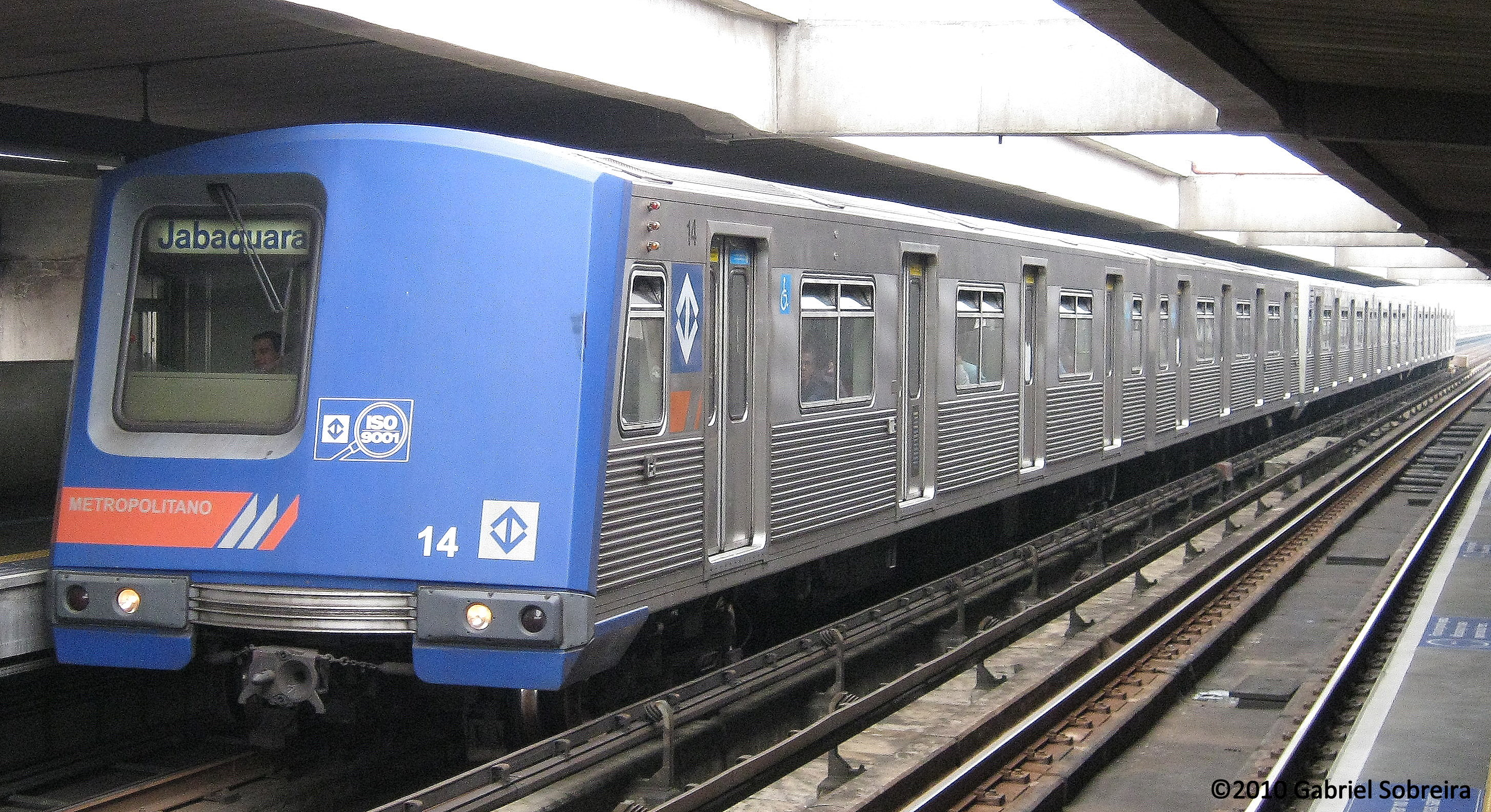
Tren Budd Mafersa C144 de Línia 1 de Metro de São Paulo

El Metro de São Paulo (en portuguès, Metropolitano de São Paulo) és un sistema de ferrocarril metropolità que dona servei a la ciutat de São Paulo. Va ser el primer sistema de metro construït al Brasil. Consta de cinc línies (més 4 previstes) en una longitud de 69 km i 60 estacions.
Es considera el sistema de metro més modern de l'Amèrica Llatina, atès que va ser el primer on es van instal·lar les portes d'andana (2010), el Sistema CBTC de senyalització (2010) i es van implantar trens sense conductor.
| Línia      | Ruta                                         | Primera obertura | Última ampliació     | Longitud | Estacions |
| ---------- | -------------------------------------------- | ---------------- | -------------------- | -------- | --------- |
| 1 Blau     | Tucuruvi ↔ Jabaquara                         | 1974             | 1998                 | 20.2 km  | 23        |
| 2 Verd     | Vila Madalena ↔ Vila Prudente                | 1991             | 2010                 | 14.6 km  | 14        |
| 3 Vermella | Palmeiras-Barra Funda ↔ Corinthians-Itaquera | 1979             | 1988                 | 22.0 km  | 18        |
| 4 Groc     | Luz ↔ São Paulo-Morumbi                      | 2010             |                      | 12.8 km  | 11        |
| 5 Lila     | Capão Redondo ↔ Chácara Klabin               | 2002             | prevista per al 2013 | 8.4 km   | 17        |